# 2014년 대한민국 재보궐선거
2014년 대한민국 재보궐선거는 2014년에 치러진 대한민국의 재보궐선거이다. 공직선거법 규정에 의해 상반기 재보궐선거는 7월 30일에, 하반기 보궐선거는 10월 29일에 치러졌다. 이 해 6월에 지방 선거가 있어서 상반기 재보궐선거가 4월이 아닌 7월에 실시되었다. 하반기에는 보궐선거만 치러졌다.

## 7월 30일 재보궐선거

### 개요
- 선거일: 2014년 7월 30일
- 선거 내용: 총 16개 선거구

- 국회의원: 15명
- 기초의원: 1명

### 선거 구역 및 사유

#### 국회의원
| 직책     | 정당 | 정당           | 전임자 | 선거구                           | 선거 사유   | 선거 종류 | 비고 |
| -------- | ---- | -------------- | ------ | -------------------------------- | ----------- | --------- | ---- |
| 국회의원 |      | 새누리당       | 정몽준 | 서울 동작구 을                   | 사직        | 보궐선거  |      |
| 국회의원 |      | 새누리당       | 서병수 | 부산 해운대구·기장군 갑          | 사직        | 보궐선거  |      |
| 국회의원 |      | 무소속         | 이용섭 | 광주 광산구 을                   | 사직        | 보궐선거  |      |
| 국회의원 |      | 새누리당       | 박성효 | 대전 대덕구                      | 사직        | 보궐선거  |      |
| 국회의원 |      | 새누리당       | 김기현 | 울산 남구 을                     | 사직        | 보궐선거  |      |
| 국회의원 |      | 민주당         | 신장용 | 경기 수원시 을                   | 당선무효    | 재선거    |      |
| 국회의원 |      | 새누리당       | 남경필 | 경기 수원시 병                   | 사직        | 보궐선거  |      |
| 국회의원 |      | 새정치민주연합 | 김진표 | 경기 수원시 정                   | 사직        | 보궐선거  |      |
| 국회의원 |      | 새누리당       | 이재영 | 경기 평택시 을                   | 당선무효    | 재선거    |      |
| 국회의원 |      | 새누리당       | 유정복 | 경기 김포시                      | 사직        | 보궐선거  |      |
| 국회의원 |      | 새누리당       | 윤진식 | 충북 충주시                      | 사직        | 보궐선거  |      |
| 국회의원 |      | 새누리당       | 성완종 | 충남 서산시·태안군               | 당선무효    | 재선거    |      |
| 국회의원 |      | 통합진보당     | 김선동 | 전남 순천시·곡성군               | 의원직 상실 | 보궐선거  |      |
| 국회의원 |      | 새정치민주연합 | 배기운 | 전남 나주시·화순군               | 당선무효    | 재선거    |      |
| 국회의원 |      | 새정치민주연합 | 이낙연 | 전남 담양군·함평군·영광군·장성군 | 사직        | 보궐선거  |      |

#### 기초의원
| 직책                | 정당 | 정당     | 전임자 | 선거구          | 선거 사유    | 선거 종류 | 비고 |
| ------------------- | ---- | -------- | ------ | --------------- | ------------ | --------- | ---- |
| 경기 수원시의회의원 |      | 새누리당 | 차긍호 | 수원시 사선거구 | 임기 전 사망 | 재선거    |      |

### 개표 결과

#### 국회의원

##### 서울 동작구 을
|  | 49.9% |

|  | 48.69% |

|  | 1.4% |

전 노원구 병 국회의원 노회찬과 전 중구 국회의원인 나경원의 대결이였다. 결과는 나경원 후보의 신승(979표)
세부적으로 보면 노회찬 후보는 사당 1, 4, 5동에서 2848:3390, 2031:2335, 1903:2081로 각각 500, 300, 200여 표를 앞섰으나, 나경원 후보는 흑석동에서 5,466:4,454로 1,012표 차이로 앞서서 사당 1,4,5동에서의 열세를 상쇄시켰으며, 민주당 우세 지역이였던 사당 2, 3동에서도 각각 400, 300여 표 앞섬으로써 결과적으로 900여표 차이로 신승하였다. 

##### 부산 해운대구·기장군 갑
|  | 65.6% |

|  | 34.4% |

##### 광주광역시 광산구 을
|  | 6.99% |

|  | 60.61% |

|  | 26.37% |

|  | 3.78% |

|  | 2.25% |

##### 대전광역시 대덕구
|  | 57.41% |

|  | 42.59% |

##### 울산광역시 남구 을
|  | 55.81% |

|  | 44.19% |

제3회 전국동시지방선거의 리턴 매치였다, 그 당시에는 박맹우 후보가 송철호 후보를 7% 차이로 꺾고 울산광역시장에 당선되었다. 이번에도 박맹우 후보가 삼산동을 제외한 나머지 지역에서 승리를 거두었고, 결과적으로는 11% 차이로 낙승하였다.

##### 경기도 수원시 을
|  | 55.7% |

|  | 38.21% |

|  | 4.86% |

|  | 1.23% |

전 수원 권선구(현 수원시 을) 의원이였던 정미경 후보와  민주통합당 경기도당 여성위원장이였던 백혜련 후보의 대결이였다. 그 당시 안철수 지도부는 백혜련 후보를 수원시에다 전략공천을 했고, 결과적으로는 수원에서 당선 경험이 있던 정미경 후보의 15% 격차의 완승이였다. 
정미경 후보는 모든 동에서 백혜련 후보를 꺾은 건 물론, 보수 강세지역이였던 세류동,평동에서는 70% 이상의 압도적인 득표율을 얻었다.

##### 경기도 수원시 병
|  | 52.82% |

|  | 45.04% |

|  | 0.93% |

|  | 0.39% |

|  | 0.81% |

##### 경기도 수원시 정
|  | 45.71% |

|  | 52.68% |

|  | 0.93% |

|  | 0.68% |

##### 경기도 평택시 을
|  | 52.06% |

|  | 42.3% |

|  | 5.64% |

##### 경기도 김포시
|  | 53.45% |

|  | 43.1% |

|  | 1% |

|  | 0.35% |

|  | 2.09% |

전 경남도지사 김두관 후보와 전 김포시 갑 국회의원이자 민선 6기 인천광역시장이였던 유정복 의원의 보좌관이였던 홍철호 후보가 격돌하였다. 그렇기에 김포시에 연고가 있던 홍철호 후보가 훨씬 유리했다.
이런 상황에서 김두관 후보는 신도시 지역에서 승리를 해서 농촌 지역의 열세를 상쇄해야 되었지만, 아파트 단지가 많아 외지인이 많았던 사우동,풍무동에서 약 900표 이상의 격차로 패했고, 결국 홍철호 후보가 10% 정도의 격차로 승리하였다. 

##### 충청북도 충주시
|  | 64.08% |

|  | 29.6% |

|  | 6.31% |

##### 충청남도 서산시·태안군
|  | 49.67% |

|  | 37.77% |

|  | 12.57% |

##### 전라남도 순천시·곡성군
|  | 49.44% |

|  | 40.33% |

|  | 5.97% |

|  | 0.64% |

|  | 3.63% |

제19대 국회의원 선거에서 광주 광산구 을에서 39.7%를 얻어서 화제가 되었던 이정현 후보와 전 순천시 국회의원이였던 서갑원 후보이 격돌하였다. 결과는 이정현 후보가 9% 차이로 이겼다. 이는 보수정당이 전라남도에서 이룬 첫 승리이다.
이정현 후보의 고향이였던 곡성군에서는 이정현 후보가 서갑원 후보를 7,700표(11,473:3,792)차이로 격파했다. 특히 이 후보의 고향인 목사동면에선 484표 대 73표로 이 후보가 83.73%를 득표하기도 했다. 물론 선거인단 기준 순천시가 곡성군보다 8배 정도 높았기에 서갑원 후보가 순천시에서 이 표 차이를 상쇄해야 되는 상황이 온 것이다.
순천에서는 동/읍면별 표심이 엇갈렸다. 이정현 후보는 승주읍(592:471), 주암면(870:446), 송광면(399:289), 해룡면(3,949:3,892), 향동(594:552), 매곡동(791:745), 삼산동(3,418:2,998), 덕연동(6,415:6,110), 저전동(547:458), 장천동(496:380), 왕조1동(5,070:4,496), 왕조2동(2,419:2,135)에서 승리했다. 특히 자신의 출신 중학교가 있던 주암면에선 더블 스코어 차이로 압승했고, 순천시에서 인구가 제일 많은 왕조1,2동에서 1000표 정도 차이로 이겼다.  물론 상대인 서갑원 후보도 외서면(178:200), 낙안면(441:647), 별량면(775:1,093), 상사면(488:574), 서면(1,687:1,847), 황전면(390:487), 월등면(268:306). 조곡동(1,097:1,225), 풍덕동(1,317:1,436), 남제동(1,376:1,543), 중앙동(597:605), 도사동(903:1,525)에서 승리를 거두었지만, 인구가 많은 왕조1동,왕조2동, 해룡동에서 1100표 이상 차이로 참패하는 바람에 순천시에서도 이정현 후보가 이겼다.

##### 전라남도 나주시·화순군
|  | 22.2% |

|  | 62.42% |

|  | 15.37% |

##### 전라남도 담양군·함평군·영광군·장성군
|  | 18.71% |

|  | 81.29% |

#### 기초의원

##### 경기도수원시사 선거구
|  | 50.74% |

|  | 41.77% |

|  | 7.5% |

### 당선자

#### 국회의원
|  | 49.90% |

|  | 65.60% |

|  | 60.61% |

|  | 57.41% |

|  | 55.81% |

|  | 55.70% |

|  | 52.81% |

|  | 52.67% |

|  | 52.05% |

|  | 53.45% |

|  | 64.08% |

|  | 49.66% |

|  | 49.43% |

|  | 62.42% |

|  | 81.29% |

#### 기초의원
| 의회            | 선거구          | 정당 | 정당     | 당선자 | 득표수 | 득표율          | 비고 |
| --------------- | --------------- | ---- | -------- | ------ | ------ | --------------- | ---- |
| 경기 수원시의회 | 수원시 사선거구 |      | 새누리당 | 양민숙 | 9,745  | \| \| 50.73% \| |      |
|                 | 50.73%          |      |          |        |        |                 |      |

### 선거 결과

#### 국회의원
| 선거구                           | 정당 | 정당           | 전임자 | 정당 | 정당           | 당선자 |
| -------------------------------- | ---- | -------------- | ------ | ---- | -------------- | ------ |
| 서울 동작구 을                   |      | 새누리당       | 정몽준 |      | 새누리당       | 나경원 |
| 부산 해운대구·기장군 갑          |      | 새누리당       | 서병수 |      | 새누리당       | 배덕광 |
| 광주 광산구 을                   |      | 무소속         | 이용섭 |      | 새정치민주연합 | 권은희 |
| 대전 대덕구                      |      | 새누리당       | 박성효 |      | 새누리당       | 정용기 |
| 울산 남구 을                     |      | 새누리당       | 김기현 |      | 새누리당       | 박맹우 |
| 경기 수원시 을                   |      | 민주당         | 신장용 |      | 새누리당       | 정미경 |
| 경기 수원시 병                   |      | 새누리당       | 남경필 |      | 새누리당       | 김용남 |
| 경기 수원시 정                   |      | 새정치민주연합 | 김진표 |      | 새정치민주연합 | 박광온 |
| 경기 평택시 을                   |      | 새누리당       | 이재영 |      | 새누리당       | 유의동 |
| 경기 김포시                      |      | 새누리당       | 유정복 |      | 새누리당       | 홍철호 |
| 충북 충주시                      |      | 새누리당       | 윤진식 |      | 새누리당       | 이종배 |
| 충남 서산시·태안군               |      | 새누리당       | 성완종 |      | 새누리당       | 김제식 |
| 전남 순천시·곡성군               |      | 통합진보당     | 김선동 |      | 새누리당       | 이정현 |
| 전남 나주시·화순군               |      | 새정치민주연합 | 배기운 |      | 새정치민주연합 | 신정훈 |
| 전남 담양군·함평군·영광군·장성군 |      | 새정치민주연합 | 이낙연 |      | 새정치민주연합 | 이개호 |

#### 기초의원
| 의회            | 선거구          | 정당 | 정당     | 전임자 | 정당 | 정당     | 당선자 |
| --------------- | --------------- | ---- | -------- | ------ | ---- | -------- | ------ |
| 경기 수원시의회 | 수원시 사선거구 |      | 새누리당 | 차긍호 |      | 새누리당 | 양민숙 |

## 10월 29일 보궐선거

### 개요
- 선거일: 2014년 10월 29일
- 선거 내용: 총 2개 선거구

- 기초의원: 2명

### 선거 구역 및 사유

#### 기초의원
| 직책                | 정당 | 정당     | 전임자 | 선거구          | 선거 사유     | 선거 종류 | 비고 |
| ------------------- | ---- | -------- | ------ | --------------- | ------------- | --------- | ---- |
| 경북 예천군의회의원 |      | 무소속   | 정운오 | 예천군 다선거구 | 피선거권 상실 | 보궐선거  |      |
| 경북 청송군의회의원 |      | 새누리당 | 박승환 | 청송군 나선거구 | 사망          | 보궐선거  |      |

### 개표 결과

#### 기초의원
|  | 57.65% |

|  | 23.64% |

|  | 18.70% |

|  | 33.47% |

|  | 19.24% |

|  | 16.65% |

|  | 16.46% |

|  | 14.16% |

### 당선자

#### 기초의원
|  | 57.65% |

|  | 33.47% |

### 선거 결과

#### 기초의원
| 의회            | 선거구          | 정당 | 정당     | 전임자 | 정당 | 정당   | 당선자 |
| --------------- | --------------- | ---- | -------- | ------ | ---- | ------ | ------ |
| 경북 예천군의회 | 예천군 다선거구 |      | 무소속   | 정운오 |      | 무소속 | 이형식 |
| 경북 청송군의회 | 청송군 나선거구 |      | 새누리당 | 박승환 |      | 무소속 | 권태준 |